# フロスティ・ザ・スノーマン〜温かい雪だるま
『フロスティ・ザ・スノーマン〜温かい雪だるま』（Frosty the Snowman）は、1969年のクリスマスにCBSで放送された特別番組。クリスマスソングである「フロスティ・ザ・スノーマン」を原作としている。

## 登場人物
※声優は英語版と日本語版の順。
フロスティ・ザ・スノーマン（Frosty the Snowman）
声 - ジャッキー・ヴァーノン / 島香裕
カレンたちが作った雪だるま。魔法の帽子を頭に被せたときに、命が吹き込まれた。
カレン（Karen）
声 - ジューン・フォーレイ / 川上とも子
責任感が強い子で、フロスティの名付け親。
ヒンクル教授
声 - ビリー・デ・ウォルフェ / 不明
世界では有名なインチキな手品師で、フロスティが捨ててしまった帽子を盗もうと企む。
ホーカス・ポーカス
声 - ポール・フリーズ
ヒンクルの相棒ウサギ。
サンタ
声 - ポール・フリーズ / 不明
街からみんなを見守るサンタクロース。
警官
声 - ポール・フリーズ / 不明
チケット受付係のおじさん
声 - ポール・フリーズ / 不明
ナレーター
声 - ジミー・デュランテ / 麦人
この番組の進行役。日本語版公式サイトでは英語版声優の「デュランテ」と表記。

## 映像ソフト化
| 商品名                                                                            | フォーマット | 収録体制         | 発売日         | 型番      | 発売元                                            |
| --------------------------------------------------------------------------------- | ------------ | ---------------- | -------------- | --------- | ------------------------------------------------- |
| フロスティ・ザ・スノーマン 温かい雪だるま リトル・ドラマ・ボーイ 少年と奇跡の太鼓 | VHS          | 日本語吹き替え版 | ?              | esp-20006 | エスパッキ（発売元） 日本ソフトサービス（販売元） |
| フロスティ・ザ・スノーマン 温かい雪だるま リトル・ドラマ・ボーイ 少年と奇跡の太鼓 | DVD          | 日本語吹き替え版 | 2003年11月13日 | ESP10006  | エスパッキ（発売元） 日本ソフトサービス（販売元） |
| フロスティ・ザ・スノーマン 温かい雪だるま                                         | DVD          | 日本語吹き替え版 | 2008年11月5日  | VIBG-5011 | ビクター・エンタテインメント                      |

## スタッフ
- 原作 - スティーブ・ネルソン、ジャック・ロリンズ
- 著作 - ロメオ・ミュラー
- 監督 - ジュールス・バス、アーサー・ランキン・ジュニア
- プロデューサー - アーサー・ランキン・ジュニア、ジュールス・バス
- キャラクターデザイン - ポール・コーカー・ジュニア
- 編集監修 - アーウィン・ゴールドレス
- アニメーション監督 - 出崎統（ノンクレジット）
- アニメーション制作 - 虫プロダクション
- 音楽監督 - モーリー・ローズ

## テレビ放送
| 放送局   | 放送時期       | 放送時間           | 備考                                                 |
| -------- | -------------- | ------------------ | ---------------------------------------------------- |
| TOKYO MX | 2008年12月24日 | 水曜 19:30 - 20:00 | 20:00 - 21:00には「ルドルフ 赤鼻のトナカイ」を放送。 |